# AM/FM/GIS
El término AM/FM/GIS hace referencia a Automatic Mapping / Facility Management (mapeo automático / gestión de instalaciones) que forma parte de GIS y está asociado con la gestión de infraestructuras públicas como gas, electricidad, agua o telecomunicaciones. El término AM/FM/GIS hace referencia a software GIS que permite a los usuarios digitalizar, gestionar y analizar la información de su red de servicios. Esta información se almacena en la base de datos GIS que también mantiene relaciones entre los elementos gráficos y sus características.

## Componentes
Existen dos componentes principales en cualquier sistema AM/FM/GIS: el entorno gráfico y la base de datos.

### Entorno gráfico
El entorno gráfico, como sugiere el término, representa la información gráfica que puede consistir en cualquier tipo de elemento del mundo real representado gráficamente por formas o figuras geométricas. Por ejemplo, una calle o carretera puede estar representada gráficamente por una línea. Otro tipo de objetos gráficos pueden estar representados por símbolos que representen puntos determinados. Las áreas se encuentran habitualmente representadas por polígonos que demarcan elementos como las fronteras. El sistema permite configurar diferentes estilos geométricos para los diferentes elementos del mundo real. También existen herramientas disponibles en el sistema para digitalizar o crear los objetos gráficos.

### Base de datos
La base de datos almacena la información relativa a los elementos del mundo real, como las características de los diferentes objetos digitalizados. La información sobre atributos de los objetos se encuentra habitualmente almacenada en bases de datos relacionales. Una tabla de la base de datos representa habitualmente una sola entidad del mundo real, y se utiliza para almacenar información y características relevantes sobre la misma. Las bases de datos se encuentran unidas al entorno gráfico para disponer de un sistema inteligente de GIS.
Arquitectura de un sistema de sonido AM / FM / GIS depende únicamente de los requisitos definidos por un servicio público. Estos requisitos son en su mayoría los estándares de la industria y rara vez requieren cambios. Un buen sonido AM / FM / GIS sistema evoluciona con los cambios de la industria que puedan tener lugar de vez en cuando. Con el fin de adaptarse a estos cambios, el software está equipado con herramientas de modelos de datos y base de reglas mecanismo de cambio que permiten a los arquitectos del sistema para personalizar el sistema si es necesario y que sea más inteligente.
El AM / FM / GIS modelo de sistema de datos de SIG permiten a los arquitectos para definir un modelo de relación que consiste en todas las tablas de bases de datos y sus dependencias. Esto se combina a menudo con reglas de negocio para hacer el sistema más inteligente para que pueda ser utilizada en el funcionamiento de diversos análisis sobre los datos. Por ejemplo un gasoducto de sistema de información geográfica puede permitir que los usuarios realizar un análisis detallado de todos los puntos de presión o válvulas situadas en la tubería a intervalos diferentes. Esto puede ser posible mediante la definición de una relación entre una entidad oleoducto o un objeto y el objeto de presión de la válvula. Diseño de un modelo de datos para cualquier empresa de servicios públicos puede ser una tarea extensa que involucra la recolección y análisis de requerimientos, el diseño de las especificaciones y la implementación. La aplicación se ocupa de todo el desarrollo de herramientas funcionales para ayudar a los usuarios en la gestión y el análisis del sistema. Estas herramientas funcionales pueden incluir herramientas de colocación de objetos, herramientas de análisis, herramientas de informes, etc El desarrollo de herramientas funcionales generalmente se hace utilizando un lenguaje de programación de apoyo. Una avanzada de AM / FM / GIS de software siempre está equipado con funciones pre-definidas y los procedimientos para llevar a cabo las operaciones más comunes de SIG.

## Ventajas
La tecnología GIS ha permitido a un gran número de organizaciones dejar atrás los mapas en papel y entrar en la era digital. Una herramienta completa de AM/FM/GIS no solo permite acceder a mapas digitales, sino que además representa un ahorro de tiempo y costes.
Las empresas dedicadas a las infraestructuras públicas han sufrido grandes cambios durante la última década. Con el aumento de la demanda existe una gran presión para que las organizaciones mejoren sus procesos de negocio. Por este motivo los sistemas de información resultan muy apreciados, ya que permiten reorganizar los procesos de negocio. Algunos sistemas AM/FM/GIS ofrecen soluciones completas a las compañías dando soporte a los procesos de negocio ya existentes. Algunas de estas soluciones son:
- Utilizar un sistema GIS ya existente
- Disponer de sistemas de gestión de workflows
- Integración con sistemas de información sobre clientes
- Integración con sistemas de apoyo a operaciones
- Integración con planificación e ingeniería
- Análisis de costes
- Gestión de Inventarios

La inversión en un sistema de AM/FM/GIS con buenas herramientas de planificación resulta una inversión rentable a largo plazo.